# Katsuji Matsumoto
Katsuji Matsumoto (松本かつぢ, Matsumoto Katsuji), né le 25 juillet 1904 à Kobe, est un illustrateur et mangaka japonais, qui a principalement travaillé pour les magazines shōjo et pour les enfants.
En tant que mangaka, il est surtout connu pour ses œuvres Kurukuru Kurumi-chan et Nazo no kurōbaa (？（なぞ）のクローバー). En tant qu'illustrateur, il était le rival de Jun'ichi Nakahara et a illustré des œuvres des principaux auteurs de la littérature shōjo d'avant-guerre, comme Nobuko Yoshiya ou Yasunari Kawabata.
Au cours de sa carrière, il a eu deux apprenties ; Toshiko Ueda, l'une des toutes premières femmes mangakas, et Setsuko Tamura, une illustratrice au style kawaii.
Il meurt à l'âge de 81 ans, le 13 mai 1986 à Izu.